# Parviparma
Parviparma is een monotypisch geslacht van straalvinnige vissen uit de familie van de slaapgrondels (Eleotridae).

## Soort
- Parviparma straminea Herre, 1927